# (2480) Papanov
(2480) Papanov (1976 YS1) – planetoida z pasa głównego asteroid okrążająca Słońce w ciągu 3 lat i 118 dni w średniej odległości 2,23 au. Została odkryta 16 grudnia 1976 roku. Została nazwana na cześć radzieckiego aktora Anatolija Papanowa.